# American Field Service

Francobollo emesso nel cinquantennale dell'associazione in Italia

American Field Service detta anche A.F.S. ("Servizio da Campo Americano") è un'organizzazione di volontariato fondata nel 1914 da A. Piatt Andrew, un professore di Economia politica all'Università di Harvard e da un'ex segretaria del Ministero del Tesoro americano. Nato come braccio dell'ambulanza per l'Ospedale Americano a Parigi, tagliò presto i legami con l'Ospedale per trasformarsi in un'organizzazione volontaria che forniva l'ambulanza e i servizi di trasporto alle forze alleate in Francia durante la prima guerra mondiale.
Dopo la guerra, l'A.F.S. ha continuato come entità legale, offrendo borse di studio in Francia fino alla seconda guerra mondiale, quando forniva ancora il servizio dell'ambulanza. Nel settembre del 1946, Stephen Galatti, presidente di A.F.S. decise di offrire delle borse di studio internazionali. Durante l'anno scolastico 1947-48 i primi allievi provenivano e preserveranno da dieci paesi compresi la Cecoslovacchia, l'Estonia, la Francia, la Gran Bretagna, la Grecia, l'Ungheria, i Paesi Bassi, la Nuova Zelanda, la Norvegia e la Siria. Da allora, l'A.F.S. ha proposto e attuato un programma di intercambio tra studenti, compresi scambi multilaterali in modo che, ad esempio, un allievo italiano potesse andare in Brasile o uno americano potesse andare in Estonia ecc. Al 2006 ci sono 64 organizzazioni di A.F.S nel mondo, che si occupano di 64 paesi differenti, offrendo annualmente, non a scopo di lucro, occasioni di scambio per oltre 11 000 allievi ed insegnanti. A.F.S. Italia si chiama ufficialmente A.F.S. Intercultura.

## Storia

### Primi anni
Allo scoppio della prima guerra mondiale nel 1914, la American Colony of Paris organizzò un servizio di “ambulance”, termine francese per indicare un ospedale militare temporaneo, come era stato fatto in occasione della guerra franco-prussiana del 1870 quando la "American Ambulance" era stata allestita, sotto le tende da campo, vicino alla casa di Parigi del suo fondatore, il dentista parigino-americano, dottor Thomas W. Evans. L' "American Ambulance" del 1914 si installò nella sede provvisoria del Liceo Pasteur, nel sobborgo di Neuilly-sur-Seine e venne gestito dal vicino American Hospital di Parigi.
I volontari del 1914 disponevano di veicoli motorizzati, non trainati da cavalli, i Ford T, acquistati dal vicino impianto Ford a Levallois-Perret.
Nell'autunno del 1914, quando il fronte di guerra si allontanava da Parigi, l'ambulanza americana creò un avamposto a Juilly e inviò un'unità distaccata di autisti volontari per collaborare, in modo informale, con gli eserciti inglesi e belgi nel nord.. Agli inizi del 1915, uno di questi autisti, A. Piatt Andrew, venne nominato “ispettore delle ambulanze” dal capo dell'American Ambulance, uno dei suoi colleghi della Taft Administration. Nell'aprile 1915, Andrew riuscì ad ottenere un accordo con l'Alto comando francese che autorizzava “forze sanitarie straniere” ad operare al fronte come French Army Automobile Service. Questo segnò l'inizio formale dell'Ambulance American's Field Service, tre unità del quale avrebbero lasciato il segno durante i combattimenti nel nord della Francia, nello Champagne, a Verdun e nei Vosgi.
Dall'estate del 1916, il Servizio di campo recise i suoi legami con l'Ambulanza americana e trasferì le sue operazioni dagli spazi ristretti di Neuilly-sur-Seine a sud-est di Parigi, sul vasto terreno del castello Delessert in rue Raynouard 21 a Passy. Lì crebbe rapidamente nel corso dell'anno seguente, continuando a fornire "sezioni sanitarie" per l'esercito francese e nello stesso tempo come fonte di assunzione di piloti da combattimento per la nuova costituzione della Squadriglia Lafayette, della quale uno dei primi promotori fu il Dr. Edmond Gros, che era stato un medico del Servizio di campo.
Quando gli Stati Uniti entrarono in guerra nel mese di aprile 1917, l'esercito francese si rivolse al Servizio di campo per ottenere autisti per le sue sezioni di trasporto militare e da allora non più limitata al trasporto medico, l'organizzazione di auto ridenominò “American Field Service”, con l'acronimo conosciuto ancora oggi di “AFS”.
Prima che l'AFS venisse assorbita nel più ampio e federalizzato United States Army Ambulance Service, essa contava già più di 2 500 volontari, compresi circa 800 autisti del French military transport trucks. Aveva attivamente reclutato i suoi autisti dai campus delle università statunitensi, promuovendo morale attraverso la creazione di unità con i volontari delle stesse scuole. Essi stessi finanziavano l'acquisto dell'uniforme ed il trasporto verso la Francia dove lavoravano nelle stesse condizioni degli autisti delle ambulanze francesi, con la stessa paga e spesso si trovavano ad operare nell'ambito di missioni estremamente pericolose al fronte. Alla fine della guerra, circa 127 uomini che avevano servito nell'AFS erano stati uccisi e un numero notevole di essi si era guadagnato la Croix de Guerre e la Médaille de Guerre per azioni eroiche compiute come autista.
Altri volontari del servizio ambulanze prestarono la loro opera nell'esercito francese come "forze sanitarie straniere" durante la prima guerra mondiale. La prima fu la "Formazione" Henry Harjes alle dipendenze della Croce Rossa Americana., seguita da Richard Norton's American Volunteer Motor-Ambulance Corps, organizzata a Londra sotto l'auspicio di St. John's Ambulance.
Successivamente, si fondettero nell'American Red Cross come “Norton-Harjes”. Nell'estate ed autunno del 1917, quando tutti i servizi di soccorso dei volontari vennero invitati a partecipare al nuovo US Army Ambulance Service, le unità Norton unità si sciolsero mentre quelle Harjes, sotto la Croce Rossa americana, si trasferirono in Italia dove avrebbero poi operato sotto la USAAS.
Una volta che gli americani entrarono in guerra, molti autisti si erano iscritti a unità di combattimento, sia francesi che statunitensi, che esercitano le funzioni in una vasta gamma di compiti, in particolare in aviazione e in unità di artiglieria. Nello stesso tempo, una grande percentuale di volontari avevano firmato per l'esercito, da allora membri delle unità USAAS, ma che rimasero identificati con il loro passato AFS - un passato tenuto in vita attraverso il lavoro di HQ, ancora al 21 rue Raynouard, dove venne pubblicato un bollettino e dove gli autisti delle ambulanze potavano trovare un alloggio ed un pasto.
Dopo la fine della guerra, la AFS divenne promotrice della French Fellowships; vennero create borse di studio per studiare in Francia e negli USA, che vennero gestite dall'Institute of International Education e vennero creati scambi con la Fondazione Fulbright. L'AFS creò un'associazione per i suoi veterani, pubblicò un bollettino, promosse l'organizzazione di riunioni e contribuì alla creazione di un'ala, per raccogliere i cimeli, nel Museo della cooperazione franco-americana di Blérancourt.
Allo scoppio della seconda guerra mondiale, l'AFS organizzò il servizio di ambulanze, inviando unità, dapprima in Francia e poi all'esercito inglese in Nord Africa, Italia, India e nella Francia liberata per l'avanzata dal sud della Francia verso la Germania.
Nel settembre 1946, Stephen Galatti, presidente di AFS, creò l'American Field Service International Scholarships. Nell'anno scolastico 1947-48, i primi studenti giunsero negli Stati Uniti provenienti da Cecoslovacchia, Estonia, Francia, Gran Bretagna, Grecia, Ungheria, Paesi Bassi, Nuova Zelanda, Norvegia e Siria.

### Oggi

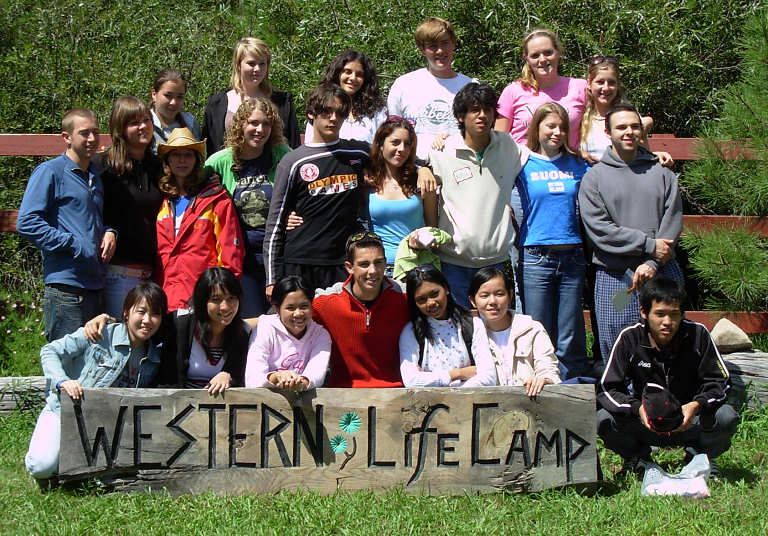
New Mexico Western Life Camp, AFS New Mexico Area Team (NMAT)

Nel 2008 vi erano più di 55 organizzazioni AFS nel mondo, al servizio di oltre 80 nazioni, che fornivano opportunità di scambio ad oltre 14 000 studenti e insegnanti ogni anno.
AFS è una delle più grandi organizzazioni di volontariato nel suo genere al mondo, con più di 30 000 volontari in tutto il mondo e più di 8 000 in decine di Stati americani. Decine di migliaia di volontari e un piccolo staff fanno sì che il programma AFS sia presente in tutto il mondo. I volontari AFS sono sia giovani che anziani, professionisti impegnati e pensionati, studenti ed insegnanti. L'AFS fornisce opportunità di sviluppo e di formazione ai volontari.
I volontari AFS prestano il loro servizio in molti settori per facilitare la missione AFS nelle comunità locali e nelle scuole reperendo volontari per intervistare gli studenti e le famiglie. Un ulteriore coinvolgimento consiste nell'operare come contatto AFS, organizzando eventi di raccolta fondi e attività per gli studenti AFS. Come organizzazione di volontariato, AFS dipende dalle donazioni.
AFS è un'organizzazione internazionale di volontari, non governativa e non-profit, che provvede agli scambi interculturali per aiutare lo sviluppo della conoscenza.

## Intercultura ODV
Intercultura ODV è l'associazione italiana senza scopo di lucro che, dal 1955, svolge la sua attività in Italia; è un ente morale riconosciuto con DPR n. 578/85, posto sotto la tutela del Ministero degli Affari Esteri. Essa si occupa di attuare, sul territorio italiano, i compiti istituzionali della A.F.S. grazie a una rete di circa 5 500 volontari riuniti in 160 Centri locali su tutto il territorio nazionale.
L’Associazione organizza e finanzia attraverso borse di studio programmi di mobilità scolastica internazionale inviando ogni anno oltre 1 800 ragazzi delle scuole secondarie a vivere e studiare all’estero e accogliendo in Italia centinaia di giovani di ogni nazione. Inoltre, Intercultura organizza laboratori per le classi e corsi di formazione per docenti e dirigenti scolastici.
Intercultura è parte dell'EFIL (European Federation for Intercultural Learning); attraverso AFS e EFIL ha statuto consultivo all'UNESCO e al Consiglio d'Europa. Intercultura aderisce all’Alleanza Italiana per lo Sviluppo Sostenibile (ASVIS), l'iniziativa nata per far crescere nella società italiana la consapevolezza dell’importanza degli obiettivi di sviluppo sostenibile definiti dall'Organizzazione delle Nazioni Unite, in particolare gli obiettivi 4.7 (istruzione di qualità per tutti) e 16 (pace e giustizia).
Dal 2007 Intercultura ha promosso anche la creazione della Fondazione Intercultura, ente che sviluppa ricerche e iniziative, per ampliare la diffusione degli scambi scolastici e delle tematiche legate all'educazione interculturale.

### Validità dell'anno all'estero
- Innanzitutto la normativa italiana, a differenza di altre nazioni, riconosce gli studi effettuati all'estero dando, conseguentemente, la possibilità di accedere alla classe successiva senza ripetere l'anno.
- Il Ministero della pubblica istruzione ha chiarito (nota del MIUR Prot. 843 del 10 aprile 2013) che le esperienze di studio all'estero sono "parte integrante dei percorsi di formazione e di istruzione" e che sono "valide per la riammissione nell'istituto di provenienza."[24]

#### Fasi
1. Le selezioni
2. La preparazione
3. La partenza
4. Il soggiorno all´estero
5. Il rientro in Italia e a scuola

Per entrare a far parte di un programma Intercultura si deve partecipare a delle selezioni che intendono valutare l'idoneità del candidato. Passate queste, il ragazzo dovrà partecipare a un percorso di orientamento in cui grazie a momenti formativi, attività e testimonianze, familiarizzerà con le situazioni che vivrà all'estero. Dopo un incontro finale a Roma, nel quale è richiesta la presenza dei genitori dei ragazzi, il momento della partenza arriva. Durante tutto il percorso, sia lo studente che la famiglia saranno seguiti dai volontari locali ai quali potranno far riferimento in caso di necessità.

## Siti ufficiali AFS nel mondo
- Sito ufficiale AFS in Argentina.
- Sito ufficiale AFS in Australia.
- Sito ufficiale AFS in Austria.
- Sito ufficiale AFS in Belgio-Fiandre.
- Sito ufficiale AFS in Belgio-Vallonia.
- Sito ufficiale AFS in Bolivia. URL consultato l'8 novembre 2017 (archiviato dall'url originale il 24 aprile 2011).
- Sito ufficiale AFS in Brasile.
- Sito ufficiale AFS in Canada.
- Sito ufficiale AFS in Cile.
- Sito ufficiale AFS in Cina. URL consultato l'8 novembre 2017 (archiviato dall'url originale il 17 febbraio 2011).
- Sito ufficiale AFS in Colombia.
- Sito ufficiale AFS in Costa Rica.
- Sito ufficiale AFS in Repubblica Ceca.
- Sito ufficiale AFS in Danimarca.
- Sito ufficiale AFS in Repubblica Dominicana.
- Sito ufficiale AFS in Ecuador.
- Sito ufficiale AFS in Egitto.
- Sito ufficiale AFS della European Federation For Intercultural Learning (archiviato dall'url originale il 27 aprile 2018).
- Sito ufficiale AFS in Finlandia.
- Sito ufficiale AFS in Francia. URL consultato il 18 settembre 2023 (archiviato dall'url originale il 9 dicembre 2012).
- Sito ufficiale AFS in Germania.
- Sito ufficiale AFS in Ghana. URL consultato l'8 novembre 2017 (archiviato dall'url originale il 20 dicembre 2009).
- Sito ufficiale AFS in Guatemala.
- Sito ufficiale AFS in Honduras.
- Sito ufficiale AFS ad Hong Kong.
- Sito ufficiale AFS in Ungheria.
- Sito ufficiale AFS in Islanda.
- Sito ufficiale AFS in India.
- Sito ufficiale AFS in Indonesia.
- Sito ufficiale AFS in Italia (Intercultura).
- Sito ufficiale AFS in Giappone.
- Sito ufficiale AFS in Lettonia.
- Sito ufficiale AFS in Malaysia.
- Sito ufficiale AFS in Mongolia.
- Sito ufficiale AFS in Messico.
- Sito ufficiale AFS in Paesi Bassi.
- Sito ufficiale AFS in Nuova Zelanda.
- Sito ufficiale AFS in Norvegia.
- Sito ufficiale AFS a Panama.
- Sito ufficiale AFS in Paraguay.
- Sito ufficiale AFS in Perù.
- Sito ufficiale AFS nelle Filippine.
- Sito ufficiale AFS in Portogallo.
- Sito ufficiale AFS a Portorico.
- Sito ufficiale AFS in Russia.
- Sito ufficiale AFS in Slovacchia. URL consultato l'8 novembre 2017 (archiviato dall'url originale il 25 febbraio 2011).
- Sito ufficiale AFS in Sud Africa.
- Sito ufficiale AFS in Spagna.
- Sito ufficiale AFS in Svezia.
- Sito ufficiale AFS in Svizzera.
- Sito ufficiale AFS in Thailandia.
- Sito ufficiale AFS in Tunisia. URL consultato il 5 settembre 2017 (archiviato dall'url originale il 22 luglio 2010).
- Sito ufficiale AFS in Turchia.
- Sito ufficiale AFS in Uruguay.
- Sito ufficiale AFS in Venezuela.